# Ricardo Gago
Ricardo Aparicio Gago (Montamarta, Zamora, agost de 1949) és un pintor i escultor espanyol.

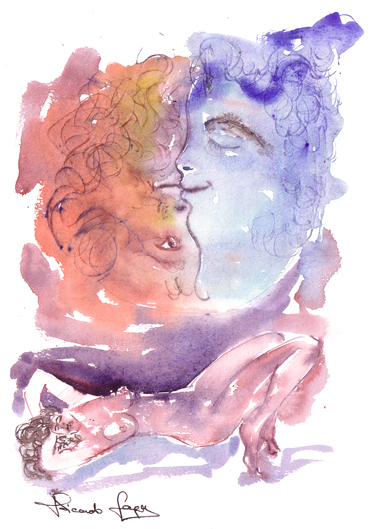
Sol y Luna.

## Biografia
De ben petit es traslladà a viure a Llangréu (Asturies) amb la seva família fins que va complir disset anys. A mitjans dels anys seixanta viatjà per primera vegada a Mallorca i va decidir establir-se primer a la capital insular, a Peguera i a Alaró fins que es va establir de forma permanent al poble de Sineu.

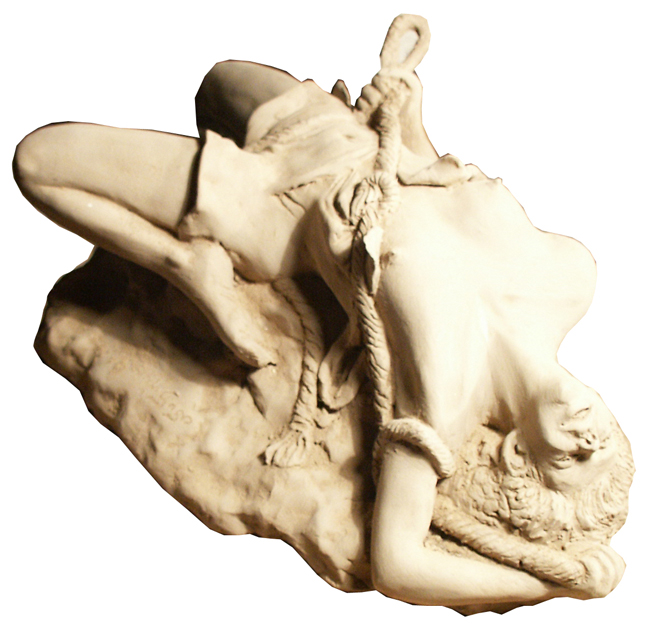
Nudo.

Als anys setanta, començà a treballar l'artesania, començant amb el fang. Inspirat pel paisatge mallorquí recrea reproduccions de molins, cases, paisatges i els balls tradicionals mallorquins. A l'illa, es posaria el 1996 en contacte amb l'artista Joaquim Torrens Lladó i ingressa a l'Escola Lliure del Mediterrani, al palau de Verm. Estudia totes les tècniques impartides pel seu professor, així com la iniciació al modelatge. Durant cinc anys combinarà el seu treball artesanal amb l'aprenentatge artístic.
Aviat començaria a expandir les seves relacions artístiques i es va fer amic de Josep Maria Aguilar. Amb ell començaria una nova etapa d'escultura i ceràmica. Amb l'ajuntament de Sineu arribà un acord per vendre al mercat del seu poble.

## Trajectòria artística
- Primera exposició al Molí d'en Pau (Sineu- 1993)
- Exposa a la Fira des Fang de Marratxí (1995-2001)- Obres de terracota.
- Exposició a les sales de l'ajuntament de Sineu (1997)
- Exposició a l'Hotel Formentor (Pollença) on exposa les seves obres de pintures, bronzes i terracotes (1997).
- Inaugura el seu estudi de Sineu i comença a fer aquarel·les.(1997)
- Comprat el casal de Can Gili a Sineu, el convertirà en el seu estudi i sala d'exposicions personal (1998)
- Coautor de l'obra "La Vila de Sineu. Itinerari cultural i patrimonial", obra de Mossèn Bartomeu Mulet i Gaspar Valero Martí. A aquesta obra va realitzar les il·lustracions. (1999)
- Il·lustra un llibre de poemes(1999).
- Exposició conjunta a Santa Maria del Camí en "Mostra col·lectiva d'escultures" (2000).
- Exposició d'escultures de terracota al Museu de Lluc (2004).
- Exposició de les seves obres a l'Hotel de Formentor durant els estius (2005-2008).
- Exposició a la Galeria Weyler de Palma (2007).
- Exposició al Museu Pelópidas de Pere Ruscalleda (2007).